# L'École des sirènes
Pour plus de détails, voir Fiche technique et Distribution.
L'École des sirènes (titre original : Swim Girl, Swim) est un film muet américain perdu, réalisé par Clarence G. Badger et sorti en 1927.
Le film met en vedette Bebe Daniels. La célèbre nageuse de l'époque Gertrude Ederle y fait une apparition,,.

## Fiche technique
- Titre original : Swim Girl, Swim
- Réalisation : Clarence G. Badger
- Scénario : Lloyd Corrigan
- Production : Paramount Pictures
- Directeur de la photographie : J. Roy Hunt
- Distributeur : Paramount Pictures
- Genre : Comédie
- Durée : 70 min
- Date de sortie : États-Unis : 3 septembre 1927

## Distribution
- Bebe Daniels : Alice Smith
- James Hall : Jerry Marvin
- Gertrude Ederle : elle-même
- Josephine Dunn :  Helen Tracey
- William Austin : Mr. Spangle, Ph.D.
- James Mack : Professeur Twinkle